# Ліванов Борис Миколайович
Ліва́нов Бори́с Микола́йович (нар. 25 квітня (8 травня) 1904 — пом. 22 вересня 1972) — російський радянський актор театру і кіно. Народний артист СРСР (1948). Лауреат п'яти Сталінських (1941, 1942, 1947, 1949, 1950) та Державної премії СРСР (1970).

## Біографія
Народився 25 квітня (8 травня) 1904 року в Москві.
У 1924 році закінчив 4-ту студію МХАТу, де й почав працювати. Тоді ж почав зніматись у кіно. Зіграв у кіно Дубровського («Дубровський», 1936), комісара Віхорова («Депутат Балтики», 1937; «Балтійці», 1938), Пожарського («Мінін і Пожарський», 1939) та ін.
Знявся в українських фільмах: «Поема про море» (1958, Федорченко), «Загибель ескадри» (1965, 2 с, Гранатов), «А тепер суди...» (1966, Богутовський).
У 1950-х роках почав виступати і як режисер.
Помер 22 вересня 1972 року. Похований на Новодівочому цвинтарі в Москві.

## Нагороди
- Нагороджений шістьма орденами СРСР.
- Народний артист СРСР (1948).
- Сталінська премія 1-го ступеня (1941) — за виконання ролі князя Д. М. Пожарського у фільмі «Мінін і Пожарський» (1939).
- Сталінська премія 1-го ступеня (1942) — за виконання ролі інженера Забеліна у спектаклі «Кремлівські куранти» М. Ф. Погодіна.
- Сталінська премія 2-го ступеня (1947) — за виконання ролі капітана 1 рангу В. Ф. Руднєва у фільмі "Крейсер «Варяг» (1946).
- Сталінська премія 1-го ступеня (1949) — за виконання ролі у спектаклі «Зелена вулиця» А. А. Сурова.
- Сталінська премія 1-го ступеня (1950) — за виконання ролі професора Трубнікова у спектаклі «Чужа тінь» К. М. Симонова.
- Державна премія СРСР (1970) — за акторські та режисерські роботи останніх років.

## Родина
Батько російського актора театру і кіно Василя Ліванова, який у 1984 році зняв про нього фільм «Борис Ліванов».

## Ролі в кіно
1. 1924 — Морозко — Морозко
2. 1924 — Чотири і п'ять (Сталеві журавлі) — Дмитро Гай
3. 1927 — Кастусь Калиновський — пан Сторжинський
4. 1927 — Жовтень — міністр Терещенко
5. 1928 — «Золотий дзьоб» — майор Тучков
6. 1933 — Дезертир — Карл Ренн
7. 1933 — «Місто під ударом» — Карл Рунге
8. 1933 — «Анненківщина» — отаман Анненков
9. 1934 — Приватне життя Петра Виноградова — Петро Виноградов
10. 1936 — Дубровський — Володимир Дубровський
11. 1937 — Депутат Балтики — Бочаров
12. 1938 — Балтійці — Вихров
13. 1939 — Мінін і Пожарський — Пожарський
14. 1945 — Без провини винні — Муров
15. 1946 — Глінка — цар Микола І
16. 1947 — Крейсер «Варяг» — капітан Руднєв
17. 1949 — Сталінградська битва — Рокоссовський
18. 1949 — Падіння Берліна — Рокоссовський
19. 1953 — Адмірал Ушаков — Григорій Потьомкін
20. 1955 — Михайло Ломоносов — Михайло Ломоносов
21. 1958 — Олеко Дундич — генерал Мамонтов
22. 1958 — Поема про море — генерал Федорченко
23. 1958 — Капітан першого рангу — Микола Васильович Лезвін
24. 1959 — Напередодні — Микола Стахов
25. 1960 — Мертві душі — Ноздрьов
26. 1960 — Сліпий музикант — Максим Яценко
27. 1965 — Загибель ескадри — адмірал Гранатов
28. 1969 — Ступінь ризику — науковець—лікар Сєдов
29. 1970 — Кремлівські куранти — інженер Забелін